# トランスハブ

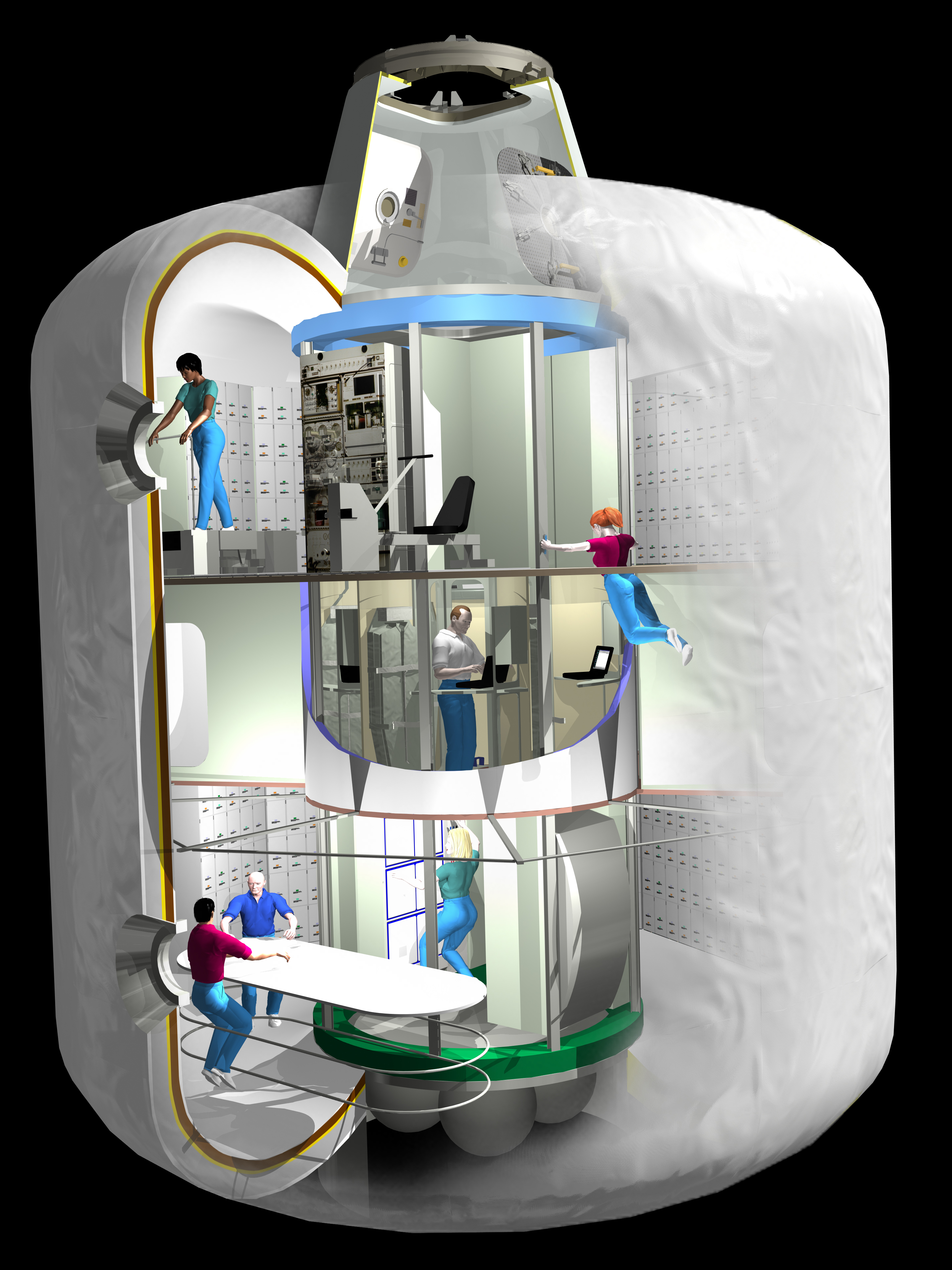
トランスハブ（イメージ図）

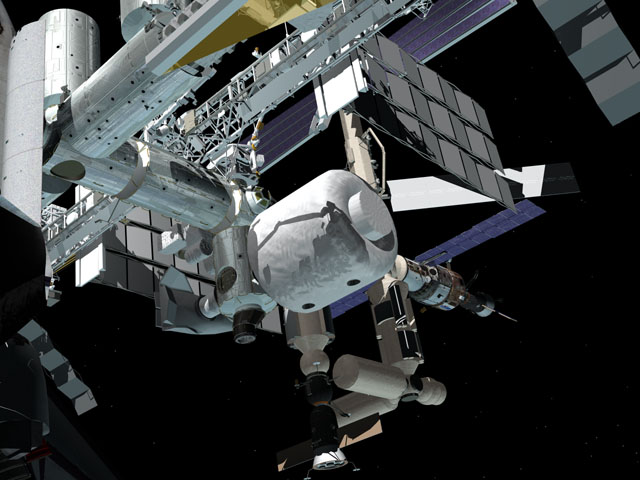
ISSに接続したトランスハブ（イメージ図）

トランスハブ（英語: TransHab）は、アメリカ航空宇宙局 (NASA) が開発していた膨張式の宇宙空間用モジュールの技術コンセプトである。具体的には、トランスハブは国際宇宙ステーション (ISS) の居住モジュールを置き換えるものとなることを意図していた。膨張後のサイズは直径が8.2m（きぼうの船内実験室で直径4.4m）もあり、打ち上げ費用を抑えて広い空間が得られることが期待されていた。
TransHabという名称はTransit Habitatの略で、もともとは火星に人間を送る惑星間宇宙船の設計として考えられたことに由来する。
ISSのコスト超過により開発は2000年に打ち切られた。後に民間企業のビゲロー・エアロスペースがその技術を買い取り、2006年に無人宇宙ステーションモジュールジェネシスI、ジェネシスIIを打ち上げている。2016年にはこれらの技術を基に開発されたBEAM (Bigelow Expandable Activity Module) がISSに結合され試験を行い、十分な能力があるとしてISSの保管スペースとして活用されている。